# 6576 Kievtech
6576 Kievtech (1978 RK1) là một tiểu hành tinh vành đai chính được phát hiện ngày 5 tháng 9 năm 1978 bởi N. S. Chernykh ở Nauchnyj.